# Journal of the Taiwan Museum
Journal of the Taiwan Museum  (abreviado J. Taiwan Mus.) es una revista con ilustraciones y descripciones botánicas que es publicada en Taipéi desde 1983 con el nombre de Journal of the Taiwan Museum. (Ta'i-wan sheng li po wu kuan pan nien k'an.) Fue precedida por Quaterly Journal of the Taiwan Museum.